# Otocinclus cocama
Otocinclus cocama es una especie de pez de la familia Loricariidae.

## Morfología
Los machos pueden llegar alcanzar los 4,4 cm de longitud total.  Tienen una boca en ventosa y presenta coraza sobre el cuerpo.

## Distribución geográfica
Se encuentra en la cuenca del río Ucayali, en Perú.